# Time and Again (roman)

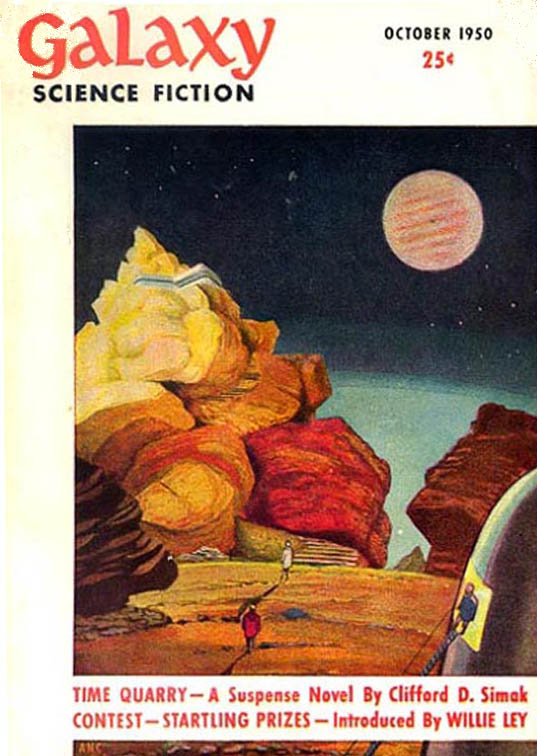
Time Quarry publicat în Galaxy Science Fiction Novels (octombrie 1950).

Time and Again (uneori scris ca Time & Again) este un roman științifico-fantastic din 1951 al scriitorului american Clifford D. Simak. Un titlu alternativ paperback a fost First He Died; a fost, de asemenea, publicat în foileton (cu un final diferit) ca Time Quarry.
Intriga implică un cosmonaut pierdut de multă vreme care se întoarce pe Pământ de pe o planetă din sistemul stelar 61 Cygni, unde ar putea trăi „sufletele” oamenilor. Observațiile sale confuze stârnesc o schismă religioasă și un război, iar „unii oameni insistă că [el] ar trebui să fie omorât în fața tuturor, altfel va scrie o carte care va provoca moartea a milioane de persoane deoarece prezintă un adevăr incomod pentru marile religii.” Transcendența evolutivă este o temă a acestei lucrări, care apare și în alte romane ale lui Simak. Romanul este una dintre lucrările cele mai populare ale lui Simak.

## Fundal
Evenimentele se desfășoară pe Pământ, deși există mențiuni despre un „asteroid de vânătoare” în centura de asteroizi a sistemului nostru solar și o anumită planetă a Destinului din sistemul stelar 61 Cygni, locuită de „abstracții simbiotice”.
Timp de zece ani (între 4 iulie 1977 și 12 iulie 1987) Asher Sutton a locuit într-o fermă rurală din apropiere de Bridgeport, Wisconsin.
Umanitatea, după ce și-a croit drum către stele, a colonizat toată galaxia. Extratereștrii sunt menționați dar nu sunt descriși. Pentru a controla imensa galaxie, oamenii trebuie să mențină un puternic aparat birocratic, dar nu există destui oameni pentru acest lucru. Adesea, o singură persoană împreună cu o duzină de androizi și câteva zeci de roboți controlează un întreg sistem stelar.
Androizii, la fel ca oamenii, au nevoie de mâncare și de somn. Se nasc artificial în laboratoarele chimice. Sunt complet sterili, incapabili să producă urmași. În laborator, un android este marcat pe frunte cu numărul său de serie.
Roboții, deși au inteligență asemănătoare omului și pot fi asamblați din părți ale altor roboți, sunt mașini.
Dependența androizilor provoacă o anumită tensiune socială în societate. Androizii, împreună cu roboții care li s-au alăturat, luptă pentru egalitate. Pentru a face acest lucru, ei spionează oameni cu potențial și din poziții cheie. În plus, au creat un loc misterios numit Leagănul unde pot produce androizi fără a fi marcați pe frunte. Unii oameni sunt răpiți și androizii nemarcați le iau locurile.
Revenirea lui Asher Sutton din sistemul 61 Cygni, cu ideea Destinului, a provocat o criză galactică generală. Această idee a zguduit societatea până la temeliile sale. Lumea s-a împărțit în trei facțiuni:
- Fundamentaliștii. Acestea sunt în principal androizi și roboți. Vor ca Sutton să scrie o carte care să descrie ideile sale.
- Revizioniștii. Oamenii care înțeleg că ideile lui Sutton sunt periculoase în forma lor cea mai pură și pot face ca androizii și roboții să nu mai asculte de oameni. Prin urmare, revizioniștii fac mari eforturi pentru a distorsiona și aplatiza aceste idei. Aspirațiile și obiectivele lor sunt rezumate astfel: „Galaxia și, în cele din urmă, întregul Univers - doar pentru oameni”.
- Ortodocșii. Acești oameni cred că toți cei care răspândesc ideile lui Sutton ar trebui uciși, iar Sutton însuși ar trebui ucis.

Cartea, scrisă de Sutton, a provocat un adevărat război galactic. Războiul a avut loc nu numai în spațiu, cu împușcături și victime, ci și în timp. Mulțimi de emisari din toate cele trei fracțiuni au fost trimiși înapoi în timp pentru a-l schimba. Spionii în timp fac totul pentru a se asigura că fracțiunea lor va avea cel mai mare beneficiu, în timp ce încearcă să-și neutralizeze adversarii. S-a ajuns la ideea că Sutton a scris două exemplare ale cărții sale. Un exemplar a fost publicat de fundamentaliști, iar al doilea de revizioniști.

## Intrigă
În al nouălea mileniu, 61 Cygni este o stea în centrul unui sistem stelar, nu departe de Sistemul Solar, dar reprezintă un ghimpe pentru oameni care au colonizat toată galaxia, deoarece nu au reușit niciodată să pătrundă cu o navă spațială prin ecranele sale protectoare de energie.
Un singur agent special, Asher Sutton, la bordul unei nave spațiale mici, a reușit să coboare la suprafața celei de-a șaptea dintre cele șaisprezece planete ale sistemului. Însă, nava sa s-a prăbușit la aterizare, iar Sutton a murit. Cu toate acestea, douăzeci de ani mai târziu, el se întoarce pe Pământ cu nava sa, într-un mod incredibil, fără motoare, cu caroseria distrusă și astfel ne-etanșă, fără mâncare sau apă, într-o călătorie de unsprezece ani-lumină. Sutton își dă seama imediat că este în pericol. Călătorind în timp și cu ajutorul unor oameni și androizi, el va încerca să afle cine îl vrea mort și de ce îl vânează din viitor.

## Personaje
- Asher Sutton din Biroul de relații cu civilizațiile extraterestre. El a fost trimis în sistemul 61 Cygni pentru a testa dacă locuitorii reprezintă o amenințare pentru Pământ. Singura persoană care a trecut de ecranul de protecție din jurul sistemului 61 Cygni. Ucis la aterizare. El a fost înviat de către cygnieni, a primit de la ei multe abilități neobișnuite pentru o persoană: telekinezie, telepatie, capacitatea de a învia după ce a fost împușcat și a pierdut tot sângele. El poartă în psihicul său Destinul său, un simbiont abstract numit Johnny.[6][7]

- Christopher Adams, superiorul imediat al lui Sutton, directorul de investigații galactice al Biroului.

- Trevor, șeful corporației care controlează galaxia, liderul fracției revizioniste. El a încercat să insufle lui Sutton ideea că Galaxia (și apoi întregul Univers) este doar pentru oameni.

- Morgan din fracțiunea ortodocșilor. Aparent, el a provocat duelul Geoffrey Benton - Sutton. Sutton și androizii au trebuit să ucidă mai mulți dintre funcționarii lui Morgan. Se numește „succesor” al lui Adam.

- Herkimer, android, proprietatea lui Geoffrey Benton. După duel, el a devenit proprietatea lui Sutton, împreună cu o navă spațială și un asteroid de vânătoare. De fapt, este liderul android ascuns și organizatorul tuturor evenimentelor care l-au determinat pe Sutton să scrie cartea.

- Eva Armor, o fată android cu părul roșu. Născută în Leagăn (nemarcată pe frunte). Se dă un om crescut de androizi. Peste tot îl urmează pe Sutton, ca amanta lui.

- Michaelson, un anumit inventator al mașinii timpului. Invenția sa a fost folosită pe scară largă de reprezentanții tuturor facțiunilor pentru războiul timpului.

- Geoffrey Benton este o persoană foarte bogată și foarte hotărâtă. Un duelist celebru, a ucis șaisprezece persoane în timpul luptelor. L-a provocat pe Asher Sutton la duel, a fost ucis. În acest duel, Sutton și-a dat seama că poate ucide o persoană cu puterea gândului.

- John H. Sutton, proprietarul moșiei în care Asher Sutton a trăit zece ani sub numele de William Jones. Avocat în formare, nu și-a găsit vocația în jurisprudență, a preferat agricultura. Scrisoarea sa către sine, în care descrie evenimentele din urmă cu zece ani, este axa în jurul căreia toate evenimentele se înfășoară. De fapt, scrisoarea era destinată lui Asher Sutton.

- Wellington, avocat. Android. I-am dat lui Sutton un cufăr vechi cu arhiva familiei pe care o păstrase Buster.

- Buster. Vechiul robot de familie al familiei Sutton. A servit familia mai bine de o mie de ani. Când Sutton a zburat către sistemul 61 Cygni, Buster și-a recondiționat corpul, a cumpărat o navă stelară și a pornit să exploreze o planetă îndepărtată din sistemul Tower. Asher Sutton a crezut că robotul, speriat de ceva, a fugit. De fapt, Buster, îndemnat de androizi, s-a dus să pregătească o ascunzătoare pentru Sutton, unde să-și poată scrie cartea.

- Horatio Raven, doctor în teologie și religie comparată. Asher Sutton și-a încheiat cursul înainte de a intra în departamentul de investigații galactice al Biroului.

## Legături externe
- en  Istoria publicării lucrării Time and Again la Internet Speculative Fiction Database